# Sean McKenna
Sean Michael McKenna (* 7. März 1962 in Asbestos, Québec) ist ein ehemaliger kanadischer Eishockeyspieler, der im Verlauf seiner aktiven Karriere zwischen 1978 und 1991 unter anderem 429 Spiele für die Buffalo Sabres, Los Angeles Kings und Toronto Maple Leafs in der National Hockey League (NHL) auf der Position des rechten Flügelstürmers bestritten hat. Seinen größten Karriereerfolg feierte McKenna jedoch im Trikot der Rochester Americans aus der American Hockey League (AHL) mit dem Gewinn des Calder Cups.

## Karriere
McKenna verbrachte zwischen 1978 und 1982 zunächst eine überaus erfolgreiche Juniorenkarriere in der Ligue de hockey junior majeur du Québec (LHJMQ). Dort war der Stürmer in der Saison 1978/79 für die Junior de Montréal aktiv, ehe er kurz nach dem Beginn des folgenden Spieljahres innerhalb der Liga zu den Castors de Sherbrooke wechselte. Obwohl der 18-Jährige bereits im NHL Entry Draft 1980 in der dritten Runde an 56. Position von den Buffalo Sabres aus der National Hockey League (NHL) ausgewählt worden war, verblieb er noch zwei weitere Jahre im Juniorenbereich. Nachdem er in der Spielzeit 1980/81 ins First All-Star Team der LHJMQ berufen worden war, führte er die Castors im sich anschließenden Spieljahr zum Gewinn des Coupe du Président. Im Verlauf der regulären Saison hatte McKenna in 59 Einsätzen 57 Tore erzielt und weitere 35 vorbereitet. Diese Leistung steigerte er in den Playoffs mit 26 Toren in 22 Einsätzen. Im folgenden Memorial Cup wurde er ins All-Star Team des Turniers gewählt, nachdem er in der Liga bereits im Second All-Star Team gestanden hatte. Darüber hinaus wurde er mit der Stafford Smythe Memorial Trophy ausgezeichnet. Belohnt wurde die herausragende Saison des Angreifers mit seinem Debüt in der NHL im Trikot der Buffalo Sabres.
Zur Spielzeit 1982/83 wechselte der Kanadier in den Profibereich und pendelte in seinem Rookiejahr zwischen dem Kader der Sabres in der NHL sowie dem des Farmteams Rochester Americans in der American Hockey League (AHL). Mit den Amerks gewann McKenna am Saisonende den Calder Cup. Dazu hatte er mit 14 Toren – wie bereits im Jahr zuvor in der LHJMQ – die meisten unter allen Spielern im Verlauf der Playoffs beigetragen. In den folgenden zweieinhalb Spieljahren ab der Saison 1983/84 war er schließlich Stammspieler bei den Buffalo Sabres und konnte in den beiden vollen Spielzeiten jeweils mindestens 20 Tore und 30 Scorerpunkte erzielen, ehe er Ende Januar 1986 gemeinsam mit Larry Playfair und Ken Baumgartner im Tausch für Brian Engblom und Doug Smith zu den Los Angeles Kings transferiert wurde. Bei den Kaliforniern verbrachte der Offensivspieler zwei wechselhafte Jahre. Nachdem er sich zur Saison 1986/87 nach dem Wechsel akklimatisiert hatte, konnte er zum Beginn der folgenden Spielzeit in 30 Einsätzen nur fünfmal punkten, woraufhin er im Dezember 1987 zu den Toronto Maple Leafs transferiert wurde. Im Gegenzug wechselte Mike Allison zu den LA Kings.
In Diensten der Kanadier beendete McKenna die Saison 1987/88. Ab der darauffolgenden Spielzeit wurde er für die nächsten zwei Jahre aber größtenteils in der AHL beim Kooperationspartner Newmarket Saints eingesetzt. Nach 40 Spielen in der Saison 1987/88 für Toronto kamen somit lediglich acht weitere hinzu. Der 28-Jährige unterzeichnete im Sommer 1990 zwar als Free Agent einen Vertrag bei den Chicago Blackhawks, entschied sich aber seine Karriere beim Schweizer Klub SC Rapperswil-Jona in der Nationalliga B (NLB) ausklingen zu lassen. Nach einer Spielzeit in Rapperswil beendete er seine aktive Karriere.

## Erfolge und Auszeichnungen
| - 1981 LHJMQ First All-Star Team - 1982 Coupe-du-Président-Gewinn mit den Castors de Sherbrooke - 1982 Bester Torschütze der LHJMQ-Playoffs - 1982 LHJMQ Second All-Star Team | - 1982 Stafford Smythe Memorial Trophy - 1982 Memorial Cup All-Star Team - 1983 Calder-Cup-Gewinn mit den Rochester Americans - 1983 Bester Torschütze der AHL-Playoffs |

## Karrierestatistik
(Legende zur Spielerstatistik: Sp oder GP = absolvierte Spiele; T oder G = erzielte Tore; V oder A = erzielte Assists; Pkt oder Pts = erzielte Scorerpunkte; SM oder PIM = erhaltene Strafminuten; +/− = Plus/Minus-Bilanz; PP = erzielte Überzahltore; SH = erzielte Unterzahltore; GW = erzielte Siegtore; 1 Play-downs/Relegation; Kursiv: Statistik nicht vollständig)